# Michelangelo (paquebot)
 (juillet 2018).
Si vous disposez d'ouvrages ou d'articles de référence ou si vous connaissez des sites web de qualité traitant du thème abordé ici, merci de compléter l'article en donnant les références utiles à sa vérifiabilité et en les liant à la section « Notes et références ».
Pour les articles homonymes, voir Michelangelo (homonymie).
Le Michelangelo est un paquebot italien construit à Gênes pour l'Italian Line. Il a pour navire-jumeau le Raffaello. Mis en service en 1965 sur la route de l'Atlantique Nord, il devient un navire de croisière en 1975. Vendu avec son sister-ship en 1976, il servira pendant 15 ans de caserne flottante à Bandar Abbas, en Iran. Il finit par être démoli en 1991 au Pakistan.

## Contexte et construction
En 1958, l'Italian Line, qui était en déclin depuis le naufrage de l'Andrea Doria en 1956, commença à concevoir les plans de deux nouveaux navires pour remplacer le Saturnia et le Vulcania sur la ligne de New York, et se remettre au niveau des autres compagnies maritimes : un concurrent se profilait, un nouveau super-paquebot en construction à Saint-Nazaire, le futur France de la Compagnie Générale Transatlantique. Cette décision fut soutenue par les milieux industriels, car les carnets de commandes des chantiers navals n'étaient pas très fournis. La décision finale fut prise en 1958. Le Michelangelo devait être construit par le chantier naval Ansaldo de Gênes.

## Lancement et mise en service
Construit dans la même cale sèche que ses fameux prédécesseurs le Rex et le Cristoforo Colombo, le Michelangelo fut lancé le 16 septembre 1962. Il fut terminé en avril 1965 et appareilla pour la première fois le 12 mai de Gênes pour New York. Sa silhouette classique et élancée se distinguait par une paire de cheminées pittoresques, disposées assez en arrière. Ces cheminées étaient constituées d'un treillis de tubes en aluminium, avec un grand déflecteur semi-elliptique au sommet, dont le rôle était d'assurer un meilleur tirage de la fumée. La coque, relativement amincie, avait forme de bulbe à la proue et permettait d'atteindre une vitesse maximale de près de 30 nœuds. Les intérieurs étaient bien étudiés et fabriqués avec attention d’après les plans de l'architecte naval Nino Zoncada, en collaboration avec des artistes et des spécialistes.

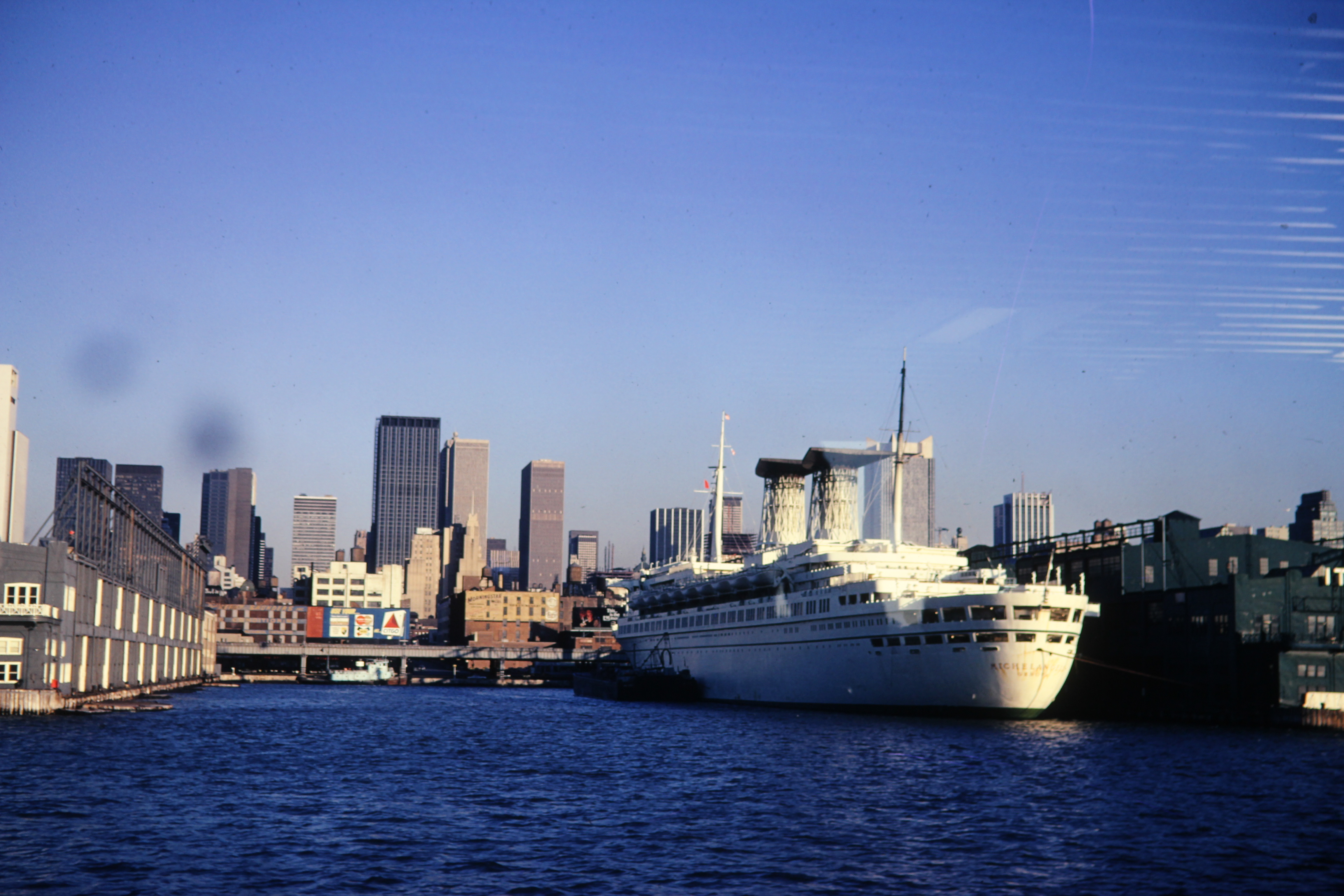
Le Michelangelo à New York en 1971. La structure des cheminées est bien visible.

Le 12 avril 1966, le Michelangelo fut endommagé sur l'Atlantique par une forte tempête qui fit trois victimes.

## Caserne flottante et fin de vie
En 1973, la crise du pétrole et la concurrence aérienne le firent retirer du service. En 1974 il fut utilisé en croisière d'agrément, mais ce n'était qu'une solution temporaire. Le Michelangelo sera immobilisé à Gênes le 5 juillet 1975.
Par la suite, il sera amarré avec le Raffaello devant La Spezia. Les rumeurs les plus diverses courent dans les milieux maritimes au sujet de leurs sort futur. C'est finalement le Shah d'Iran qui s'en porte acquéreur. L'intention des autorités iraniennes est d'utiliser les deux navires comme bâtiments base pour la marine militaire. Le Michelangelo quitte l'Italie le 8 juillet 1977, via le canal de Suez, pour le port de Bandar Abbas. Il survit à la révolution iranienne, sert de prison pour les opposants au nouveau régime, puis de caserne. Il est finalement vendu aux démolisseurs pakistanais en 1991. Sa démolition prendra 6 mois et se déroulera sur la plage de Gadani.